# Parmigianino
Parmigianino ili Il Parmigianino, pravog imena Girolamo Francesco Maria Mazola (Parma, 11. siječnja 1503. – Casalmaggiore, 24. kolovoza 1540.), bio je talijanski slikar i bakrorezac; istaknuti predstavnik manirizma.
Djelovao je u Parmi, Rimu i Bologni, gdje je pod utjecajem Correggia hladnim koloritom slikao mitološke i sakralne kompozicije erotične elegancije. Najpoznatija djela su mu Dugovrata Madona; Autoportret u konveksnom ogledalu i zidne slike u vili Sanvitale kraj Parme.

## Životopis
.
Parmigianino (talijanski: "Mali iz Parme"), poznat i kao Filippo Dell 'Erbette i Guglielmo Maria di Ser, rodio se kao Filippo Mazzola, a njegov otac je umro od kuge dvije godine nakon njegova rođenja. Godine 1515., njegov stric, koji je bio skromni slikar, dobio je narudžbu od Nicole Zangrandija za dekoraciju kapele svetog Ivana Evanđelista koju je kasnije završio upravo mladi Parmigianino. Do osamnaeste godine je naslikao više slika, između ostalog dvije tempere s prikazom sv. Franje i mistično vjenčanje sv. Katarine za crkvu sv. Petra. A radio je i s Correggiom za crkvu svetog Ivana Evanđelista. 
God. 1524. otputovao je u Rim s pet malih slika, uključujući Obrezanje Krista i Autoportret u konveksnom ogledalu, tražeći skrb od pape Klementa VII. Giorgio Vasari spominje kako je ovaj mladi umjetnik bio slavljen kao "reinkarnacija Rafaela". U siječnju 1526. je sa svojim stricem, Pierom Ilariom, za crkvu San Salvatore in Lauro započeo oltarnu sliku Vizija svetog Jeronima (1526. – 27., Državna galerija, London). Već sljedeće godine je, nakon brojnih sukoba s drugim umjetnicima, pobjegao iz Rima. Sljedeće tri godine živio je i slikao u Bologni gdje je od 1528. – 29. naslikao Bogorodicu sa svecima i Svetu Margaretu (Pinakoteka, Bologna), te Gospu od ružarija (Dresden) i Gospu sa sv. Zakarijem (Uffizi). 
God. 1530. vratio se u Parmu gdje je sljedeće godine naslikao dvije oltarne slike s prikazom sv. Josipa i sv. Ivana Krstitelja za nedovršenu crkvu Santa Maria della Steccata. Fratri su mu za nadgledanje crkve obećali plaću, pribor i materijal, međutim od 1535. god. su odustali od uređenja. Parmigianino je čak bio primoran imenovati don Nicola Cassola, svećenika-odvjetnika iz Parme,  da mu od fratara naplati 50 zlatnika za njegove slike, između ostalih i za Dugovratu Madonu. 
Parmigianino je vjerovao kako će naslijediti Coreggia na uređenju apside Firentinske katedrale, no nakon što su taj posao dobili drugi umjetnici, on se potpuno povukao. Uslijedila je njegova opsjednutost alkemijom zbog koje je naposljetku potpuno ostavio slikarstvo. Sada znanstvenici vjeruju kako je njegova opsesija alkemijom zapravo nastala iz njegovog zanimanja za grafiku i nove tehnike bakropisa. Zbog svog istraživanja alkemije zapostavio je svoj unaprijed dogovoren rad za Crkvu i završio je u zatvoru na dva mjeseca, a rad je završio Giulio Romano 1539. – 40. godine.
Parmigianino je umro u Casalmaggioreu 24. kolovoza 1540. u dobi od 37 godina. Sahranjen je u crkvi Frat de Servi, a Giorgio Vasari navodi kako je na vlastiti zahtjev sahranjen nag s čempresovim križem koji je stajao uspravno na njegovim grudima – vjerojatno zbog njegove psihotičke identifikacije s Kristom.

## Djela
Parmigianino je jedan od prvih talijanskih grafičara koji je radio tehnikom bakropisa koju je prvi koristio Marcantonio Raimondi. Parmagianino je također stvarao i vješte kjaroskuro drvoreze, no kemijski proces kojim je kiselina dubila linije na bakrenoj ploči je očarala Parmagianina koji je bio znan kao „majstor elegantne linije“. Neke od svojih djela je radio u suradnji s Giovanni Jacopo Caragliom. Iako je stvorio ograničen broj djela, jako je utjecao na talijansku grafiku. 

### Popis djela
- Dugovrata Madona, (engl.), 1534. – 40., ulje na drvu, 216 x 132 cm, Uffizi, Firenca.
- Autoportret u konveksnom ogledalu, oko 1524.; ulje na drvu, promjer 24.4 cm; Kunsthistorisches Museum, Beč.
- Vizija Svetog Jeronima, Nacionalna galerija, London.
- Kupid, oko 1523. – 24; Kunsthistorisches Museum, Beč.
- Madona s Djetetom, 1525., Galerija Doria-Pamphili, Rim.
- Portret čovjeka s knjigom, Gradska galerija u New Yorku.
- Obrezivanje, Umjetnički institut u Detroitu.
- Portret djevojke, Antea Capodimonte, Napulj.
- Sveta obitelj s mladim Ivanom Krstiteljem, Capodimonte.
- Preobraćenja Svetog Pavla, Kunsthistorisches Museum, Beč.
- Sveti Roko s donatorom, Gamba Kapela San Petronio, Bologna.
- Alegorijski portret Karla V., New York.
- Navještenje, Metropolitan, New York.

## Vanjske poveznice
- Parmigianino i Europski Manirizam Kunsthistorisches Museum Beč  Arhivirana inačica izvorne stranice od 30. rujna 2007. (Wayback Machine) na Engleskom.